# Palazzo Boccapaduli

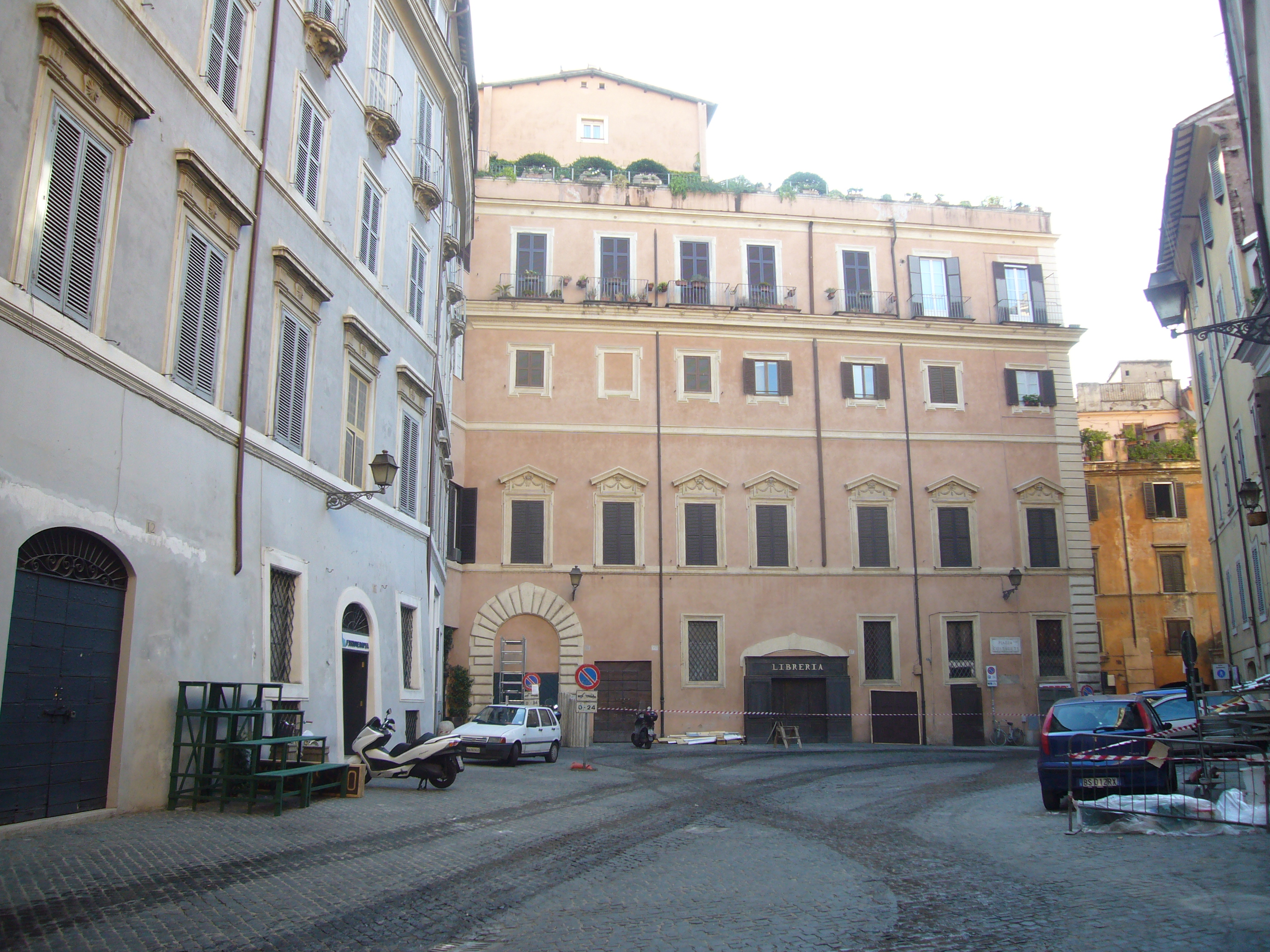
Via da Piazza Costaguti. O palácio à esquerda é o Palazzo Boccapaduli. No fundo, a fachada posterior do Palazzo Costaguti.

Palazzo Boccapaduli, também conhecido como Palazzo Boccamazza Boccapaduli, é um palácio rococó localizado no número 14 da Piazza Costaguti, no rione Sant'Angelo de Roma.

## História
A estrutura original remonta ao século XV, quando era propriedade da família Boccamazza. Em 1555, o papa Paulo IV emitiu um decreto que forçou os judeus vivendo nos Estados Papais a se mudarem para o Gueto de Roma ou para o Gueto de Ancona. A porção sul do rione Sant'Angelo, a área selecionada para servir de gueto, tinha uma população mista, tanto religiosa quanto socialmente. Os Boccapaduli, uma família romana muito antiga e marqueses da nobreza romana, acabaram tendo que deixar suas residências ancestrais que ficavam no gueto. Prospero Boccapaduli alugou no mesmo ano o palácio dos Boccamazza na via dei Falegnami, que acabou sendo definitivamente adquirido em 1613 por seu filho, Próspero. Os Boccapaduli restauraram o edifício no século XVIII com uma fachada completamente nova. Em 1809, quando a família se extinguiu, o palácio passou por herança para os Guerrieri e depois para os Pediconi, que construíram o ático. A fachada na praça se apresenta em quatro pisos com onze janelas cada um, com cornijas e arquitraves no primeiro, cornijas no segundo e pequenas varandas de ferro forjado no terceiro e quarto.